# Поду-Шкіопулуй
Поду-Шкіопулуй (рум. Podu Șchiopului) — село у повіті Вранча в Румунії. Входить до складу комуни Ністорешть.
Село розташоване на відстані 157 км на північ від Бухареста, 44 км на захід від Фокшан, 116 км на захід від Галаца, 80 км на схід від Брашова.

## Населення
За даними перепису населення 2002 року у селі проживали 360 осіб, усі — румуни. Усі жителі села рідною мовою назвали румунську.